# Тегошница (река)
Тегошница је притока Власине. Спајање више потока код села Црвена Јабука чини Тегошницу, која има дужину од 41 km. Притоке Тегошнице имају укупну дужину од 170 km. Већина од њих је на левој страни Тегошнице. У сливу има укупно 34 извора.

## Галерија
- Корито Тегошнице
- Корито Тегошнице